# Маркіян Когут
Маркіян Когут (хресне ім'я Матей; псевдоніми Данило Паломник, М. Зорян, М. Соняшник; 12 квітня 1908, Ласківці — 8 січня 1998, Червоноград) — український церковний діяч, священник УГКЦ, василіянин, письменник, поет, перекладач.

## Життєпис
Народився 12 квітня 1908 року в с. Ласківці (нині Тернопільський район Тернопільської області) в сім'ї Гавриїла та його дружини Ксенії з роду Ваврик. З 1914 року навчався в сільській чотирирічній школі, а в 1920—1924 роках у Місійному інституті ім. св. Йосафата при монастирі отців василіян у Бучачі. 14 вересня 1924 року вступив до Василіянського Чину на новіціят у Крехівський монастир. Перші монаші обіти склав у Крехові 14 січня 1927 року, а потім завершував гімназійні студії у Лаврівському монастирі (1927—1929), філософію вивчав у Добромилі (1929—1931), а богослов'я в Кристинополі й Жовкві (1931—1933). 15 травня 1933 року в Кристинополі склав професію довічних обітів у Василіянському Чині св. Йосафата, а 13 серпня 1933 року отримав священничі свячення в Жовкві з рук Преосвященнішого Йосафата Коциловського, ЧСВВ, єпископа Перемишльського.
Після висвячення навчався у Варшавському університеті, де впродовж трьох років він опановував слов'янську філологію та відвідував Вищу школу журналістики. Після завершення студій отець Маркіян спершу доповнив деякі богословські предмети в Лаврові, а потім отримав призначення до Свято-Онуфріївського монастиря у Львові. Був провідником Марійських товариств пань та дівчат, Третього Чину св. Василія Великого, дитячої Євхаристійної дружини, займався письменницькою працею, редагував дитячий додаток до «Місіонаря» — «Малий Місіонарчик. Письмо для дітей» (1939). Першу радянську окупацію перебув у Львові, а в 1943 році переїхав до Жовкви, де тимчасово був магістром відновленого новіціяту, душпастирював на монастирській парафії та працював у видавництві.
Арештований органами УНКДБ Львівської області 31 травня 1945 року в Жовкві за те, що залишився вірним християнсько-католицьким ідеалам, не підтримав «ініціативну групу» і дописував до «Місіонаря» статті «антирадянського характеру». Після арешту майже рік відсидів у Львівській тюрмі «на Лонцького». Засуджений 27 лютого 1946 року на закритому засіданні ВТ військ НКВС Львівської області за статею 54-10 ч.2 КК УРСР до 10 років ВТТ, 5 років позбавлення прав, з конфіскацією майна. Термін відбував у містечку Інта (Республіка Комі), працюючи на будівництві північних залізничних шляхів та на деревообробних підприємствах. Після закінчення терміну ув'язнення (9 років, 2 місяці і 12 днів), 13 серпня 1954 року разом із отцем протоігуменом Віталієм Градюком повернувся до Львова. У 1956 році через натиск КДБ-істів змушений був виїхати в Донецьку область, де працював кочегаром на шахті «Кондратівка» біля Горлівки. Через рік оселився у Володимирі-Волинському в родини зубного лікаря, а згодом священника Івана Мельника. Працював нічним сторожем на станції газопроводу «Дашава-Мінськ», допомагав у господарстві й вихованні дітей, водночас виконував душпастирську і письменницьку працю.
У 1962—1968 роках «добровільно» переселений до Казахстану, де в місті Караганда влаштувався кочегаром при лікарні. У 1968 році повернувся до Володимира-Волинського і проживав там впродовж наступних 20 років. Підпільно здійснював богослужіння в хаті для родини і людей із міста, часто виїжджав із духовною послугою до Львова, Сокаля, Радехова, Червонограда, Івано-Франківська, Одеси і в село Агафіївку Одеської області, часто бував на Тернопільщині в рідних Ласківцях.
Після виходу Церкви із підпілля отець Маркіян Когут оселився в монастирі святого Юрія в Червонограді, де служив Літургії, проповідував, сповідав, провадив Апостольство молитви й Марійську дружину, був сповідником і духівником студентів духовного ліцею, що відкрився при монастирі в 1994 році. Багато писав, зокрема й драматичних творів до різних релігійних свят, які ставив під його проводом ним же організований драматичний гурток.
Помер 8 січня 1998 року в Червонограді, похований на цвинтарі села Бендюга біля Червонограда.

## Нагороди
- Хрест «За заслуги перед Церквою і Папою» (нагородження 11 січня 1998 року, посмертно)[2]

## Вшанування пам'яті
12 квітня 2008 року в селі Ласківці на Тернопільщині відбулося святкування 100-літньої річниці від дня народження о. Маркіяна Когута, ЧСВВ, та посвячення пам'ятної дошки, встановленої на фасаді школи, в якій раніше навчався о. Когут.

## Творчість
Отець Маркіян Когут мав феноменальні здібності до вивчення іноземних мов. Окрім української, російської й польської, ще зі студій у василіянських студійних монастирях знав грецьку й латину, а під час навчання у Варшаві вивчив англійську, німецьку й французьку. У 4-му томі «Записок Чину святого Василія Великого» був поміщений переклад отця Маркіяна Когута із грецької мови «Бесіди святого Василія Великого до молодців про класичну літературу». Працював отець Маркіян також над твором Вільяма Фабера «Сім наук про духовне зростання».
У часописах «Добрий Пастир» і «Місіонар» публікував короткі описи визначних подій з церковного життя, принагідні статті та некрологи померлим василіянам. У підпіллі (з 1978) отець Маркіян редагував і видавав рукописну, а потім машинописну газетку «Бджола», якої до часу виходу Церкви з підпілля вийшло близько 30-ти номерів. Коли в 1992 році було відновлено католицький часопис «Місіонар», то отець Маркіян увійшов до його редколегії. У «Місіонарі» та канадському журналі «Світло» поміщені статті та спогади отця з підпільних років.
Його байки, балади й легенди, релігійні і патріотичні думи, віршики для дітей і віршовані сценки розсіяні у таких передвоєнних виданнях та виданнях періоду німецької окупації, як «Правда», «Наш Приятель», «Український Бескид», «Місіонар» і «Місіонарчик». Більшість його поетичних творів опубліковані посмертно.

## Основні публікації

### Переклади
- «Бесіди святого Василія Великого до молодців про класичну літературу», опубл. спочатку в серії «Бібліотека ЧСВВ» (Жовква 1934), згодом у: Науки св. Василія Великого для народу / перекл. о. Сергій Фединяк, ЧСВВ та інші. — Ґлен Ков 1954. — с. 250—271.

### Статті
- «Значення реформи василіянського Чина 1882» // Альманах василіянських богословів. Річник І. Із приводу 50-літнього Ювилею реформи Василіянського Чина (1882—1832). Зібрали Ніль Саварин, Маркіян Когут і Роман Лукань, ЧСВВ. — Кристинопіль 1933. — Друкарня оо. Василіян у Жовкві. — С. 19—34.

### Поетичні збірки
- Данило Паломник «Літургія в кайданах: поема в десяти піснях» (Львів 1996)
- «В боротьбі: Вірші з підпілля 1961—1995 рр.» (Жовква 2011)
- «Дві арфи. Поеми» (Жовква 2011)
- «Сузір'я дум високих» (Жовква 2011)
- «Чернечі сонети. Літургія в кайданах» (Жовква 2011)
- «Розмови над озером Іссик-Куль» (Жовква 2011)
- «До небесного престолу. Релігійні сценарії» (Жовква 2011)
- «Світила святості» (Жовква 2013)
- «Твори о. Маркіяна Когута, ЧСВВ» (Жовква 2019)

### Інші
- «Йосиф Велямин Рутський» (Львів 1994)
- «Нові акафісти» (Львів 1995)